# Mnich (Czechy)
Mnich – gmina w Czechach, w powiecie Pelhřimov, w kraju Wysoczyna. 1 stycznia 2014 liczyła 399 mieszkańców.